# Ostrovní zóna
Ostrovní středočeská zóna (Metamorfované ostrovy středočeské) jsou zbytky pláště středočeského žulového plutonu uchráněné před denudací. Jsou budovány kontaktně metamorfovanými horninami algonkia a staršího paleozoika (kambrium–silur).
Jsou to:
- ostrov tehovský
- voděradsko–zvánovický
- čerčanský
- zbořenokostelecký
- netvořicko–neveklovský
- sedlčansko–krásnohorský
- mirovický
- kasejovický

Leží přibližně na jedné linii, mají vesměs synklinální stavbu a litologicky odpovídají vývoji chrudimského paleozoika v Železných horách.
K této ostrovní zóně se také počítá jílovské pásmo. To je asi 3 km široké pásmo probíhající od Jílového u Prahy na jihozápad. Je dlouhé 60 km. Tvoří je rozmanité magmatity převážně efuzívního charakteru, které odpovídají zhruba proterozoickým spilitům. Horniny jsou značně diferencované a z velké části postižené slabou metamorfózou. Nejčastější jsou metabazity.
Rožmitálský ostrov bývá považován spíše za součást Barrandienu. Ostrovní středočeská zóna patří k tepelsko-barrandienské oblasti.